# Cruz Laplana
Cruz Laplana Laguna (Casa Alonso de Plan, Huesca, 3 de mayo de 1875 - cerca de Villar de Olalla, Cuenca, 8 de agosto de 1936) fue un obispo español. Ocupó el cargo de obispo de Cuenca desde hasta. Fue fusilado al comienzo de la guerra civil española en el contexto de la persecución religiosa durante la guerra civil. Fue beatificado en Roma el 27 de octubre de 2007.

## Biografía

### Primeros años y formación
Nació en Plan en 1875. Era hijo del matrimonio de Alfonso de Laplana Rins y Josefa Laguna Fumanal, natural de Gistain, tuvo un hermano Manuel, quien se mantuvo en Plan al cuidado de sus padres.
A los diez años fue internado en el colegio de los escolapios en Huesca, pero sólo permanecerá en este centro un cuso (1885-1886), pues, sintiendo inclinación a la vida sacerdotal, ingresó en el Seminario de Barbastro en 1886. Allí cursó sus estudios eclesiásticos y fue ordenado sacerdote el 24 de septiembre de 1898. 
Entonces fue enviado a continuar sus estudios en la Universidad Pontificia de Zaragoza. Allí estudió tres cursos de Derecho canónico y fue nombrado profesor auxiliar. Poco después obtuvo el doctorado en Sagrada Teología y fue nombrado profesor ordinario de la Universidad Pontificia. 

### Vida sacerdotal y docente
Desde 1902 a 1912 fue profesor en la Universidad Pontificia de Zaragoza. Desde 1912 hasta 1916 fue ecónomo y párroco de Caspe, desde 1916 hasta 1922 fue párroco de San Gil, en la capital metropolitana. 

### Episcopado
El 30 de noviembre de 1921, la Santa Sede le nombró obispo de la diócesis de Cuenca, teniendo lugar la consagración episcopal en la basílica del Pilar el 26 de marzo del año siguiente por el cardenal Juan Soldevilla y Romero tomando posesión de su diócesis.
En su labor episcopal, destacó por una gran piedad y austeridad de vida. Vivía entregado sin descanso a su labor evangelizadora y sacerdotal. Se adelantó, en cierto modo, a su tiempo por su preocupación social, prestando todo su apoyo a las iniciativas a favor de los más pobres y necesitados.
Tras el fracasado golpe de Estado de julio de 1936, Cuenca fue fiel al gobierno del Frente Popular por obra del teniente coronel Francisco García de Ángela. Pocos días después con la llegada de milicianos anarquistas mandados por Cipriano Mera, empiezan a producirse todo tipo de desmanes. En la tarde del 20 de julio hizo explosión una bomba en la puerta del palacio episcopal, dónde ya estaba preso. El 28 de julio es asaltado el Palacio Episcopal que fue desvalijado y el Obispo obligado a dejar su residencia en compañía de su Mayordomo mosén Manuel Laplana y de su familiar-secretario Fernando Español Berdié. Bajo custodia de milicianos es conducido al Seminario, convertido en cárcel, de dónde se negó a huir disfrazado, opción que le fue propuesta por guardias civiles, alegando que su deber era estar en su diócesis. Fueron fusilados en la madrugada del 8 de agosto de 1936 en el kilómetro 5 de la carretera que une Cuenca con la pequeña y cercana población de Villar de Olalla y sus cuerpos abandonados en ese paraje, llamado del Puente de la Sierra. El 16 de octubre de 1940 su cuerpo fue trasladado desde la fosa común en que se encontraba a la sagrada iglesia catedral basílica, donde recibió definitiva sepultura al pie del altar de San Julián.

## Acusaciones de actividad política
Según algunas acusaciones, tras la caída de la monarquía el 14 de abril de 1931, habría tenido una participación activa en política, declarándose abiertamente no partidario del nuevo régimen republicano. Según estos acusadores, dicha campaña se habría llevado a cabo mediante la fundación de grupos de Acción Católica, organización que, como rezan sus estatutos, es radicalmente apolítica. En realidad, lo que buscaba el obispo era formar seglares consecuentes que actuaran conforme al Evangelio en la labor por los más necesitados, en la configuración cristiana de la sociedad y, como no, también en la acción más directamente política, pero sin inclinar a la militancia en uno u otro partido concreto.
También se presenta como prueba de esa supuesta actividad política una frase sacada de contexto de la biografía del obispo escrita por Sebastián Cirac, en la que se dice que en las elecciones de febrero de 1936 apoyó la candidatura de José Antonio Primo de Rivera: “por voluntad expresa del señor obispo fue presentado don José Antonio Primo de Rivera en la candidatura de las derechas”. Sin embargo, el mismo Sebastián Cirac, declarando bajo juramento en el proceso de beatificación, afirma de D. Cruz que “nunca en su vida intervino en política o tuvo aficiones por los partidos o caciques políticos. Su ejemplo, su preocupación y hasta su intervención, aconsejando, estuvo exclusivamente promovido por las necesidades de salvar a la Iglesia y a las almas”.
El alcalde socialista de Cuenca en 1936, Antonio Torrero González, se pronunció en contra de estas acusaciones:

D. Cruz Laplana, como tal D. Cruz Laplana, no había nada contra él, como contra el otro señor (D. Fernando Español); el meterse con ellos fue por ser Obispo, por ser Sacerdote. Yo, desde luego, puedo resaltar que el Sr. Obispo, en política, huía de toda ella. La impresión en que se le tenía en Cuenca era que era buena persona, y no se le tenía odio alguno.

Según el primer edil, que estuvo presente en el saqueo del palacio episcopal, “en el Palacio (episcopal) no se encontró absolutamente nada, ni de cartas, ni de periódicos, ni de armas, nada que pudiera ser comprometedor para el Sr. Obispo”. “Mi opinión sobre la muerte de los dos (Beatos Cruz Laplana y Fernando Español) es que murieron como santos”.

## Beatificación por la Iglesia Católica
Fue beatificado por la Iglesia Católica junto con otros 497 mártires, la jornada del 28 de octubre de 2007, circunstancia que ha dado lugar a juicios contrapuestos: para las corrientes de opinión de extrema izquierda y nostálgicos de la República, se trataba de la beatificación de un obispo de extrema derecha; la opinión católica, en cambio, ve este evento como fuente de paz y reconciliación.